# 23989 Фарпойнт
23989 Фарпойнт  (23989 Farpoint) — астероїд головного поясу, відкритий 3 вересня 1999 року.
Тіссеранів параметр щодо Юпітера — 3,336.